# Zonitis tenuemarginata
Zonitis tenuemarginata es una especie de coleóptero de la familia Meloidae.

## Distribución geográfica
Habita en la Isla Ambon (Indonesia).